# Пратьюша
Пратьюша (санскр. pratyûsha — «утренний рассвет») — в индийской мифологии одно из ведийских светлых божеств из свиты Индры, один из восьми светлых дэвов-васу (васудев). Олицетворяет утренний рассвет.
Упоминается в Бхагавадгите.